# Hadley Freeman
Hadley Freeman (Nueva York, Estados Unidos, 15 de mayo de 1978) es una escritora estadounidense. Es conocida por sus artículos en The Guardian, Vogue, y su libro The Time Of My Life (2016). Escribe sobre el feminismo, la industria cinematográfica y de la moda. 

## Vida personal
Hadley Freeman nació en Nueva York, donde vivió hasta los once años, hasta que su familia se trasladó a Londres (Reino Unido). 

## Vida profesional
Freeman escribe para The Guardian en carácter de crítica cinematográfica y referente feminista, desde el año 2000 tiene una columna titulada "Ask Hadley. Además, colabora con Vogue. 
Entre sus libros se encuentra The Time of My Life: Sobre cómo el cine de los ochenta nos enseñó a ser feministas'', editado por Blackie Books en su versión española, un ensayo que, desde un enfoque feminista, analiza el mercado del cine desde la década de los años 1980 y los temas principales de sus películas.